# Вижицькі
Вижицькі гербу Восьмиріг (пол. Wyżyccy) — польський шляхетський рід.

## Відомості

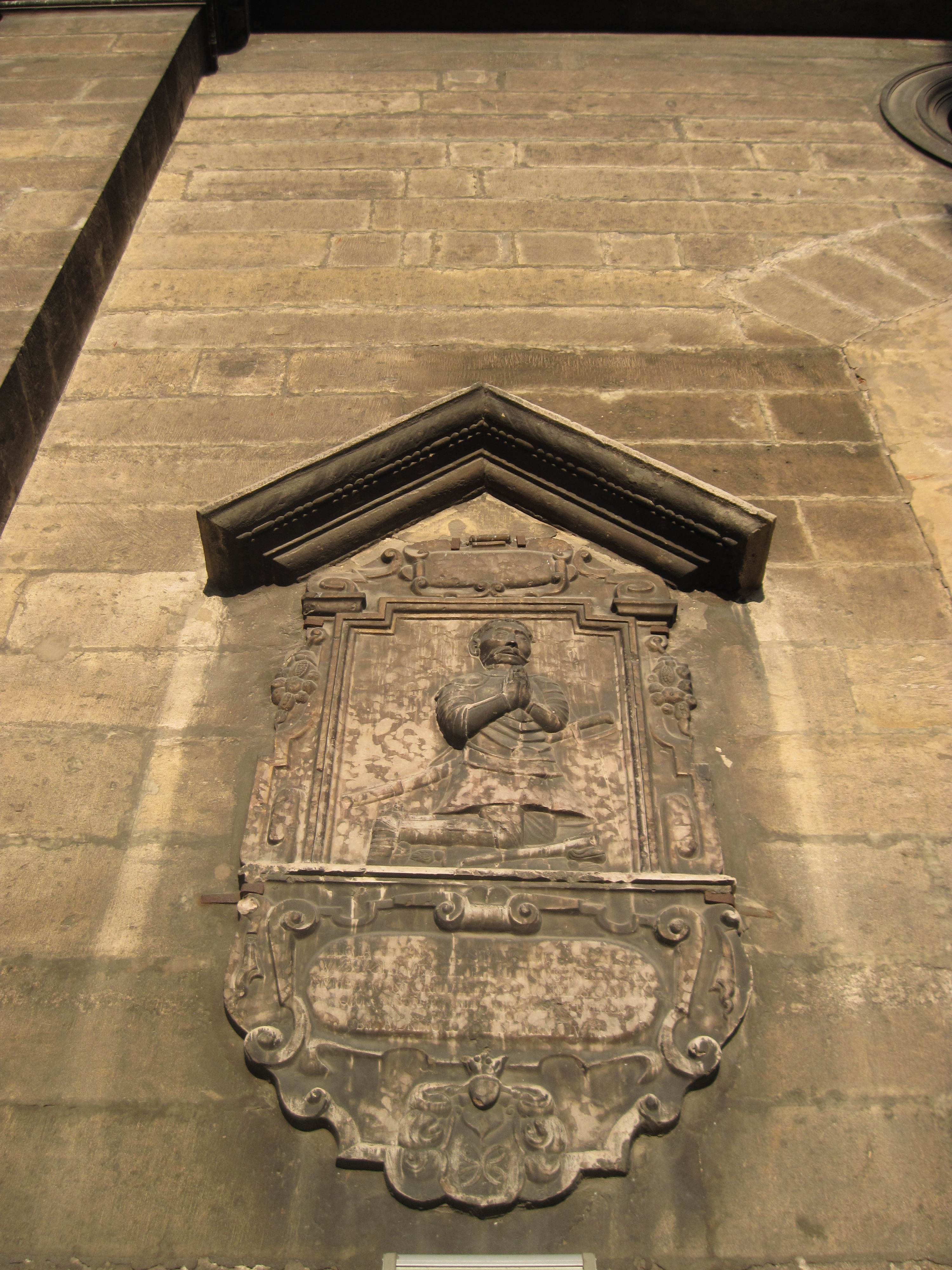

Родове прізвище походить від назви поселення Вижице у Краківському воєводстві Королівства Польського (Корони).

### Представники
- Станіслав — полковник королівський, староста тимбаркський, дружина — подільська воєводичка Жабокліцька (донька Нікодема)
  - Станіслав — підчаший новогрудський, хорунжий київський, вонвельницький, полковник Й. К. М., дружина — Кристина Завіховська
    - Юзеф — перший чоловік княгині Констанції[1] Четвертинської
    - Миколай — секретар короля, ксьондз, латинський єпископ Холмський
    - Ян — хорунжий київський, староста брацлавський,
      - Миколай — львівський архієпископ (РКЦ)

    - N — дружина крем'янецького підкоморія Цетнера